# 상도중학교 (서울)
상도중학교(上道中學校)는 대한민국 서울특별시 동작구 사당동에 있는 공립 중학교이다.

## 학교 연혁
- 1969년 2월 1일 : 초대 신의섭 교장 취임(02. 28 본관 준공)
- 1969년 3월 3일 : 입학식(15학급 1,050명)
- 1969년 10월 23일 : 상도중학교 설립인가(45학급, 3,150명)
- 2001년 3월 1일 : 남녀공학학교 인가
- 2012년 2월 1일 : 제41회 졸업식(김OO 외 136명)
- 2012년 3월 1일 : 환경성질환저감대책 학교관리모형 연구학교 운영( ~ 2013)
- 2018년 3월 1일 : 학생평가 서울시교육청지정 연구학교 운영 ( ~2020. 02.28)
- 2021년 3월 1일 : 제15대 홍영희 교장 취임
- 2022년 1월 1일 : 행정실 직원 신규 발령
- 2023년 2월 2일 : 제52회 졸업식(189명 졸업, 졸업생 총계 27,784명)
- 2023년 3월 2일 : 제55회 입학식(153명 입학)
- 2023년 7월 15일 : 상도인의 밤 개최(익좌 외 다수 참석 예정)

## 참고 자료
- 상도중학교 - 한국교육학술정보원 학교알리미